# Фистулотомија
Фистулотомија је хируршко метода која се користи за лечење фистула. Фистулотомијом, хирург прави рез дуж путање фистуле да би је отворио и омогућио дренажу гноја и течности. Ова процедура такође помаже у затварању фистуле и спречавању њеног поновног појављивања. Након операције, рана се обично оставља отворена како би се омогућила њена спонтана дренажа.
Фистулотомију треба разликовати од процедуре, сличног назива, фистулектомија, током које се  фистула  потпуно уклања. 

## Опште информације
Фистуле се могу појавити у различитим деловима људског тела, тако да њена локација одређује не само начин лечења већ и врсту хируршке процедуре.  Како су неке фистуле, као што су ановагиналне и перианалне фистуле,  хронична стања која се обично неће излечити без хируршке интервенције, метода избора у њиховој терапији је фистучоктомија. 
Фистулотомија је амбулантна процедура, која траје око сат времена, и најчешће неће захтевати боравак у болници преко ноћи. Ако је  фистула мала и плитка,  лекар ће можда моћи да обави процедуру у својој ординацији користећи локалну анестезију. Ако је фистула велика, она се мора оперисати у болници уз општу анестезију. 
Након операције, нормално је да пацијент месецима има надражај на месту ране. Да би смањио постоперативне тегобе препоручује се да се пацијент одморите када се осећа уморно, да се довољно наспава и да буде активни. 

## Поступак
Током захвата, хирург прво пресеца унутрашњи отвор фистуле, струже и испире оболело подрућје да би уклонио инфицирано ткиво. Затим изравнава тунел и н а једном крају га зашива га. У сложенијим случајевима, хирург ће можда морати да уклони и део фистуле. 
У тежим случајевима фистулотомија се може извести у две фазе јер мора  да се пресече значајна количина мишића сфинктера или ако се не може пронаћи уклони цео пролаз фистуле.

## Компликације
Током фистулотомије,  лекар ће направити рез у телу пацијента како би отворио абнормалну везу између два органа. Ово потенцијално може изазвати неке компликације након операције, као што су:
- инконтиненција црева, ако је захваћен анус или ректум,[2]
- крварење на месту операције,
- апсцес или рецидив фистуле